# Lucé-sous-Ballon
Lucé-sous-Ballon – miejscowość i gmina we Francji, w regionie Kraj Loary, w departamencie Sarthe.
Według danych na rok 1990 gminę zamieszkiwało 101 osób, a gęstość zaludnienia wynosiła 15 osób/km² (wśród 1504 gmin Kraju Loary, Lucé-sous-Ballon plasuje się na 1114. miejscu pod względem liczby ludności, natomiast pod względem powierzchni na miejscu 1130.).